# Голгоча

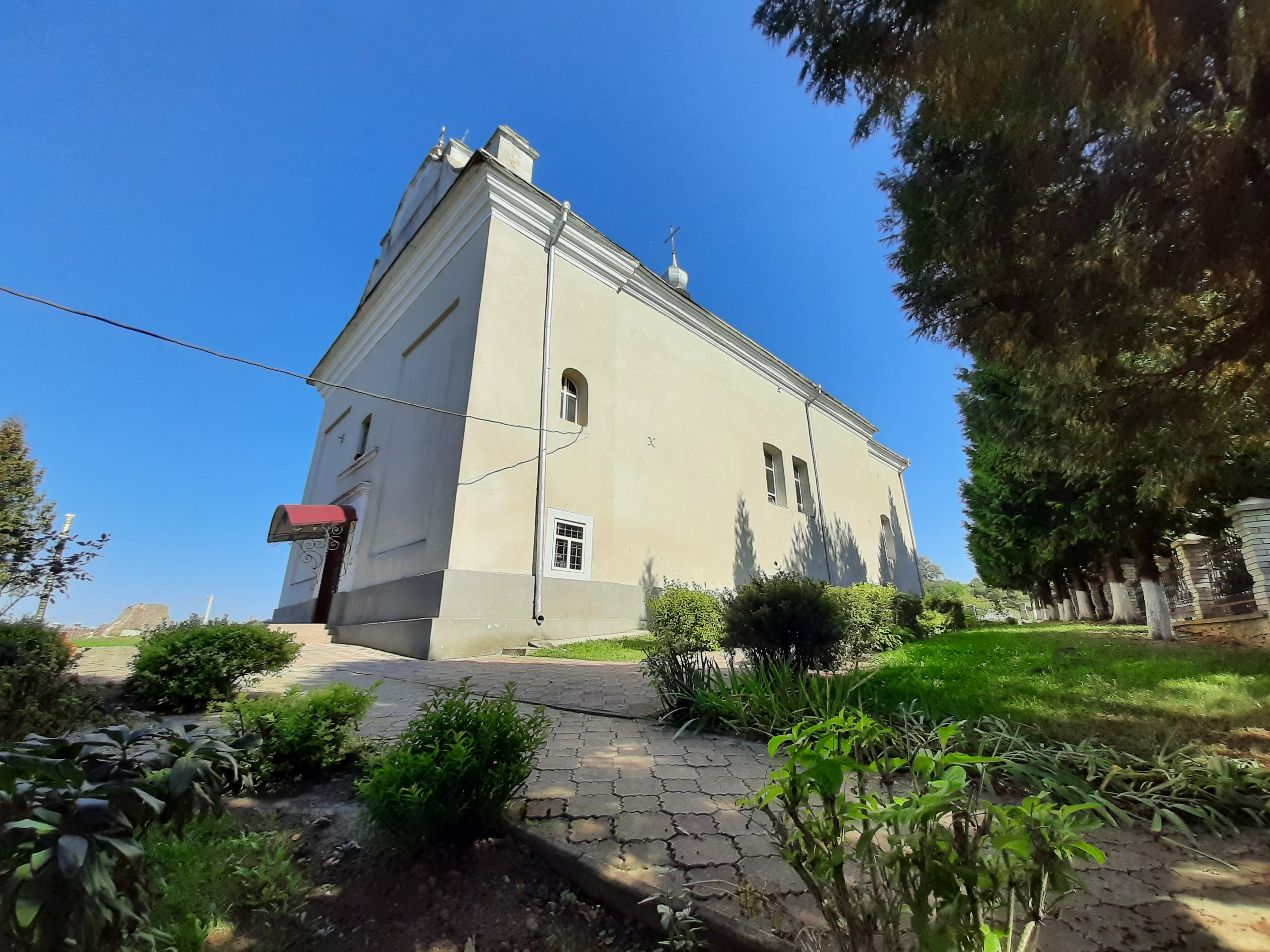
Церква святих чудотворців і безсрібників Косми і Дам'яна

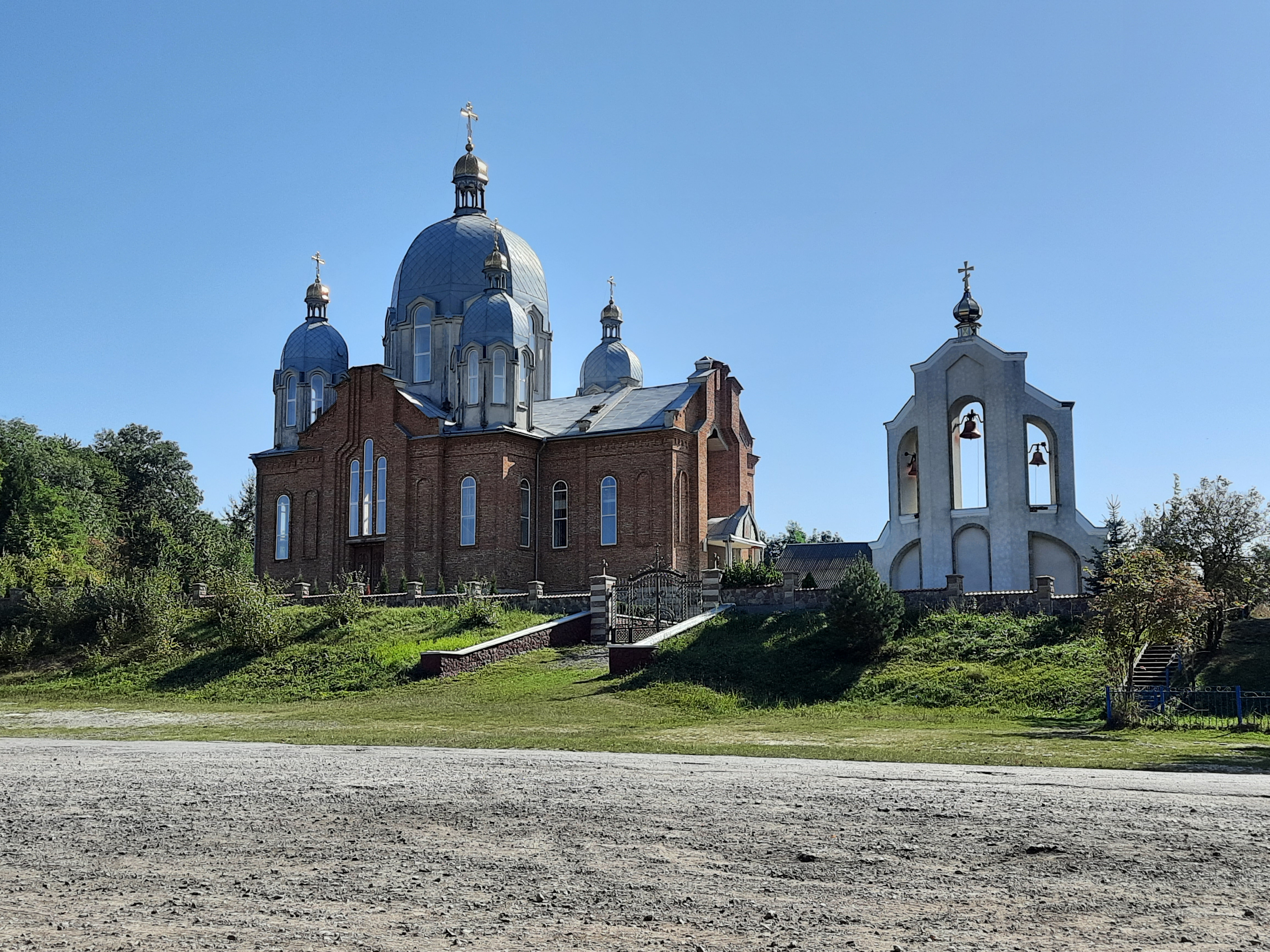
Церква Святого Архістратига Михаїла

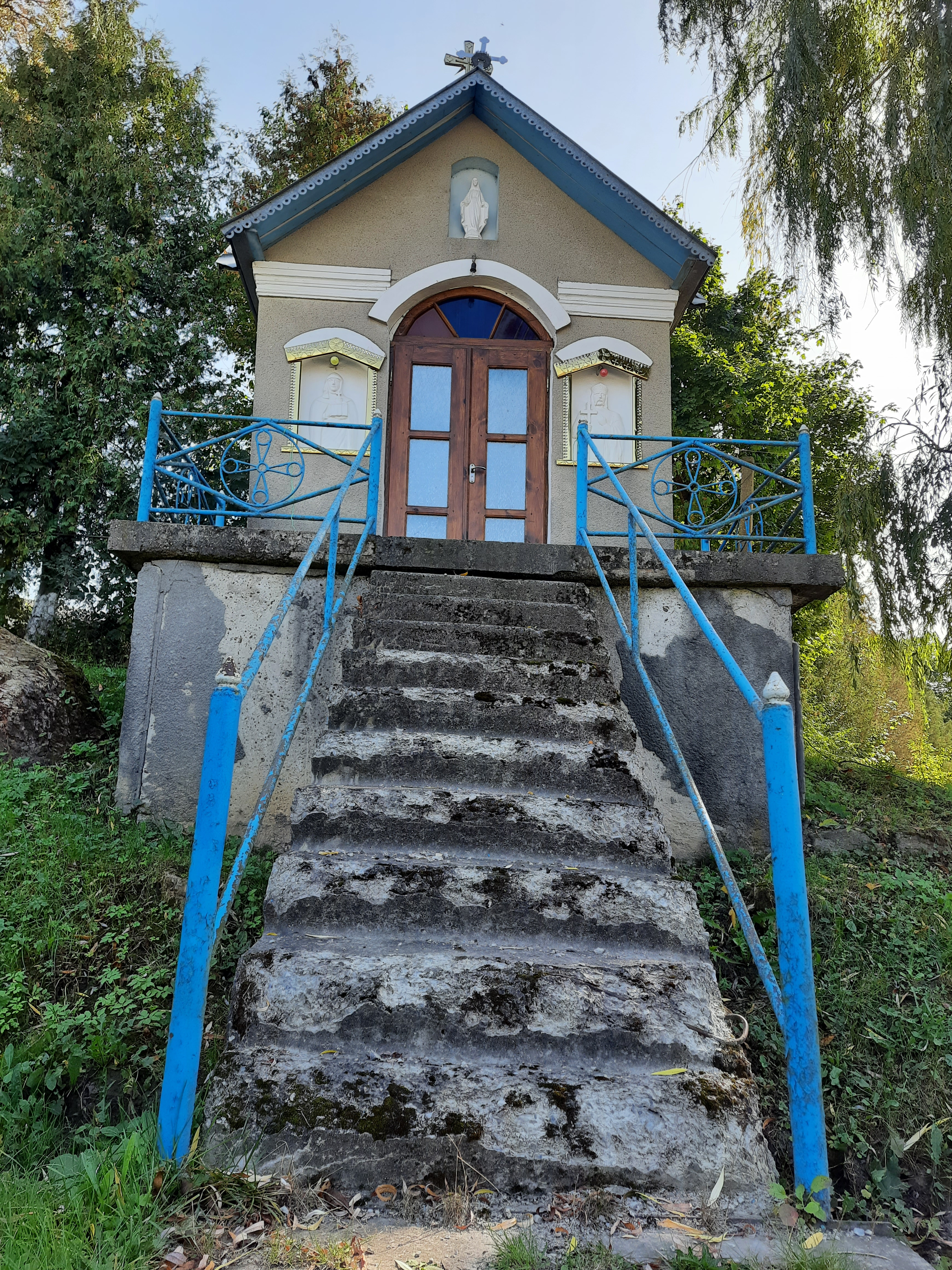
Капличка

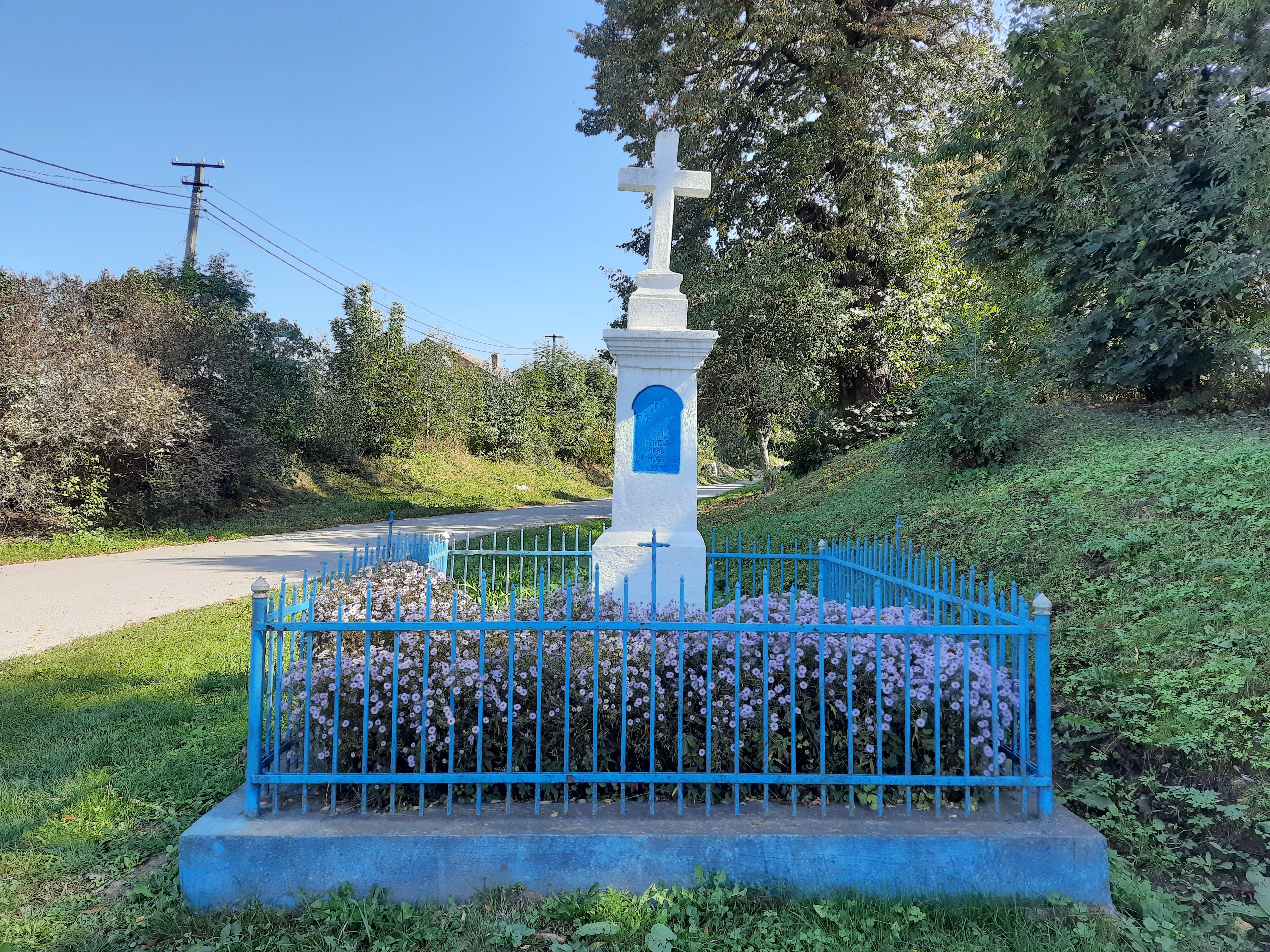
«Хрест Свободи», на честь скасування панщини в Галичині (1848)

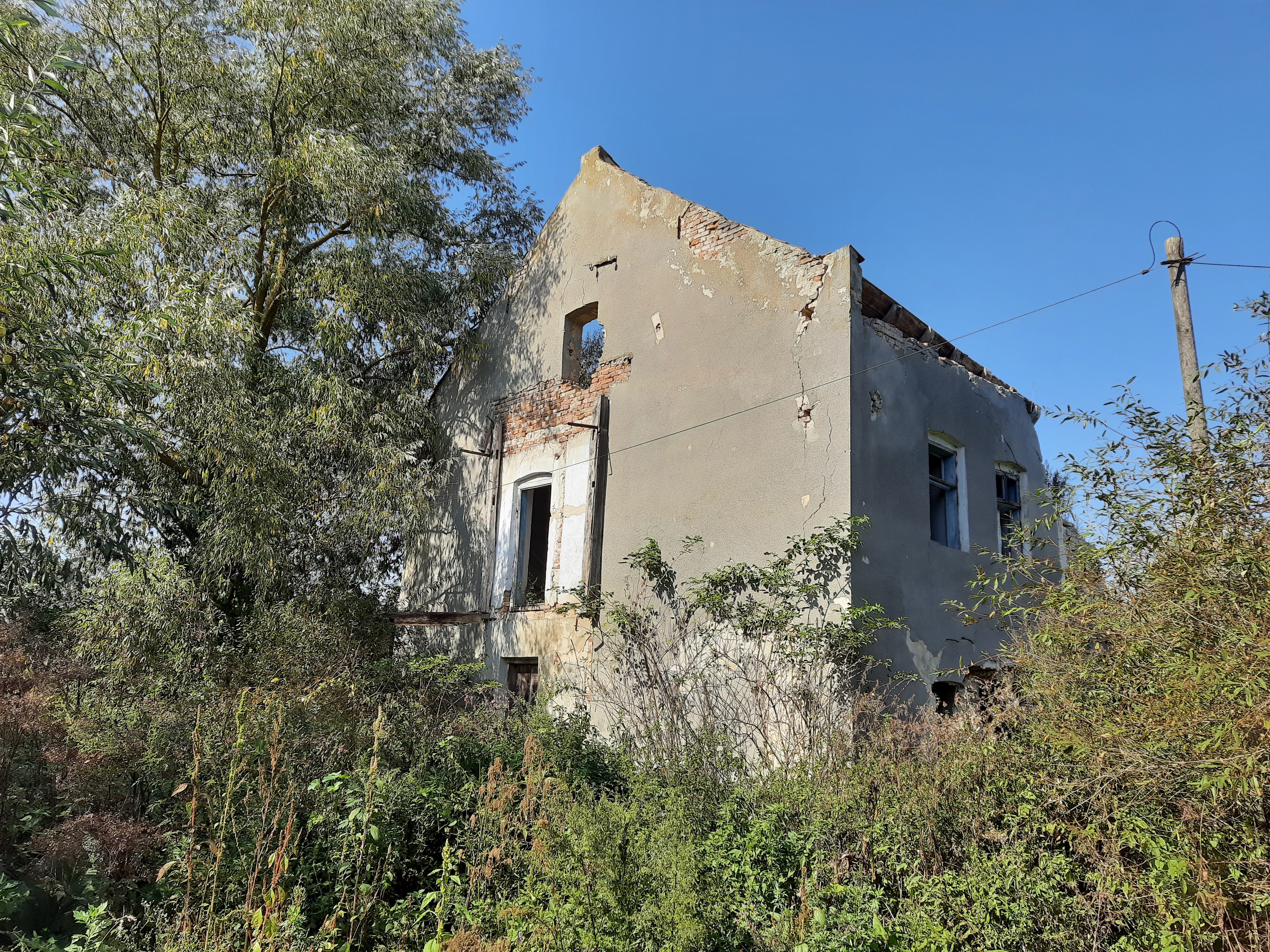
Руїни старого млина.

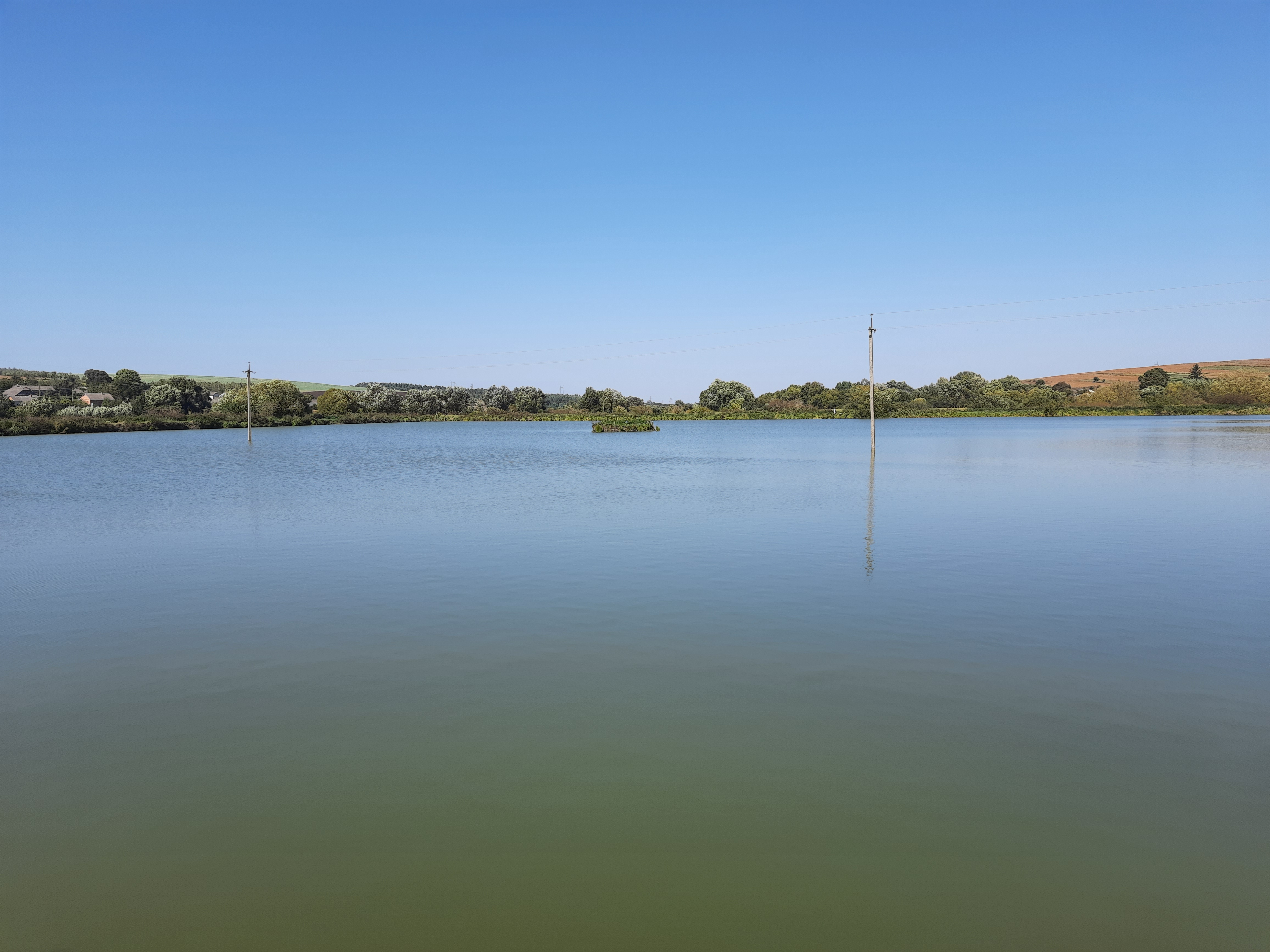
Став біля села

Голго́ча — село в Україні, у Підгаєцькій міській громаді Тернопільського району Тернопільської області. 
Адміністративний центр колишньої Голгочанської сільської ради, якій було підпорядковане село Волиця. 
Чисельність населення становить 2500 осіб.

## Географія
Розташоване в південній частині району, по обидва береги річки Коропець. До 1990 року належало до Бережанського району.
До села приєднано хутір Нова Голгоча.
На території села є пам'ятка природи — липа (1836).

## Історія
Поблизу Голгочі виявлено археологічні пам'ятки давньоруської культури.

28 листопада 1435 року — поселення Голгоче (лат. Holhocze) згадане в записі № 34 «Найдавніших записів галицьких судів 1435–1475 років».

Ще одна писемна згадка  — 22 березня 1445 року, було селом Галицького повіту, власністю старости снятинського та коломийського Міхала «Мужила» Бучацького, згадане в записі (№ 1561) в «Найдавніших записах галицьких судів 1435–1475 років» «Актів ґродських і земських». Згідно запису, Міхал «Мужило» Бучацький у випадку неповернення боргу галицькому каштеляну Яну повинен був передати йому село. Цитата:

Generosus dominus Muszilo de Buczacz Sniathinensis et Colomiensis Capitaneus magnifico domino Iohanni Castellano Haliciensi dare habet nonaginta marcas minute peccunie in duabus septimanis post festivitatem sancti Petri prox. Si non, extune in crastino ducentas marcas 'przepadnye', que convertentur in capitales pecunias. | Si ducentas marcas non daret eodem die, crastino intromissionem dare habebit domino Iohanni in villam Holhocze in districtu Haliciensi sitam. Si Muszilo non curaret solvere pecunias nec intromissionem daret et daret se citare, post quamlibet citacionem pagabit decim marcas videlicet, in ius castrense citare habet. Et si nec solutionem, nec intromissionem, nec citationem curaret, Iohannes facultatem habebit Muszilonem increpare, vituperare, dehonestare et eius honori detrahere ubicumque divertetur coram universis dominis. Qui Muszilo nec manu, nec aliquo verbo nihil facere in premissis habet, si aliquid faceret, hoc esset contra ipsius honorem et fidem christianam. Iohannes villam obligare potest.
Між 1481 і 1485 роками власник Голгочого Давид Бучацький виділив кошти на виготовлення вівтаря для старого фарного костелу Бучача, забезпечив утримання вівтариста Миколая зі Свіржева (можливо, Свіржа) десятину з дібр (маєтків) в Голгочому, який повинен був 3-чі щотижня відправляти меси, допомагати ксьондзу Привілей (грамота) був писаний в Голгочому, затверджений львівським католицьким митрополитом (арцибіскупом) Яном Стшелєцким (Вонтробкою)
1610 року Голгоча отримала міські права. 1700 року містечко Голгоча — власність П. Потоцького, 1772 року — Ю. Корчевського, від 1882 року — Ф. Торосєвича.
1872 року внаслідок пожежі згоріли капличка і приміщення на 36 дворах.
Діяли філії українських товариств «Просвіта» (від 1886), «Січ» (від 1911) та інші.
1957 року великих збитків завдала повінь.
1995 року у Голгочі відбулися святкові заходи з нагоди 550-ліття писемної згадки про село.
12 червня 2020 року, відповідно до розпорядження Кабінету Міністрів України № 724-р «Про визначення адміністративних центрів та затвердження територій територіальних громад Тернопільської області» увійшло до складу Підгаєцької міської громади.
19 липня 2020 року, в результаті адміністративно-територіальної реформи та ліквідації Підгаєцького району, село увійшло до складу Тернопільського району.

## Населення

### Мова
Розподіл населення за рідною мовою за даними перепису 2001 року:
| Мова       | Кількість | Відсоток |
| ---------- | --------- | -------- |
| українська | 2140      | 99.81%   |
| російська  | 3         | 0.14%    |
| угорська   | 1         | 0.05%    |
| Усього     | 2144      | 100%     |

## Пам'ятки
- церква святих чудотворців і безсрібників Косми і Дам'яна (2-а пол. XVIII ст.; УГКЦ).
- церква святого Архістратига Михаїла, збудований у 1990-х роках. Однойменна парафія належить до ПЦУ. 10 листопада 2012 року архієпископ Тернопільський, Кременецький та Бучацький Нестор звершив чин освячення нового престолу.
- каплиця святого Івана Хрестителя (відреставрована 1989).
- каплиця на честь проголошення незалежності України (1992).
- пам'ятник воїнам-односельцям, полеглим у німецько-радянській війні (1979)
- пам'ятні хрести:
  - «Хрест Свободи», на честь скасування панщини в Галичині (1848).
  - 1000-ліття хрещення Русі-України (1988)
  - скасування прокомуністичної влади (1993; кам.)
  - місійний (1994)
- символічні могили:
  - Українським Січовим Стрільцям (1989)
  - воякам УПА (1991).

## Соціальна сфера
Будинок культури, бібліотека, ФАП.

## Освіта
Перша згадка про школу збереглася у Львівському архіві. В одному з документів, датованому 28 квітня 1884 року, подається рішення щодо організації в селі однокласної польської народної школи. До 1893 року — церковно-парафіяльна школа, а 1894 року заснована державна школа, у якій на той час працювало 2 вчителі. Держава забезпечувала їх опаленням та електрикою. Протягом 1958-1963 років було споруджено нову будівлю школи на 10 класних кімнат. У 1963-1976 роках, через велику кількість дітей, що навчалися у школі, для навчального процесу були пристосовані приміщення колишніх плебанії, поліційного відділку та читальні.
1 вересня 1987 році відбулося урочисте відкриття нової триповерхової будівлі школи. Тут вже були кабінети народознавства, музики, образотворчого мистецтва та інші, майстерні по дереву та металу, швейна майстерня були кращими не лише в районі, але й в області. У 1990 році в школі проходив республіканський семінар директорів шкіл, у яких були техцентри.
3 вересня 2018 року Голгочанська загальноосвітня школа І-ІІІ ступенів від платників податків отримала шкільний автобус.
26 жовтня 2018 року на території школи відбулося відкриття спортивного майданчика зі штучним покриттям. Проект реалізовано за рахунок субвенції з державного бюджету на здійснення заходів щодо соціально-економічного розвитку в с. Голгоча.
Директори школи
- 1922-1943 роки — Ізидор Гардецький;
- 1946-1954 роки — Теодор Солодуха;
- 1955-1958 роки — Михайло Ілліч Хоменко;
- 1958-1963 роки — Петро Дорофейович Гатенюк;
- 1963-1976 роки — Ярослав Йосипович Пиць;
- 1976-1986 роки — Микола Іванович Видиш;
- 1986-1995 роки — Ігор Дмитрович Яцинич;
- 1995-2009 роки — Віра Іванівна Борецька;
- Від 2009 року — Світлана Вікторівна Щур.

## Відомі люди

### Народилися
- Іван Бабій — український підприємець, громадський діяч.
- Василь Влізло (нар. 1960)  — доктор ветеринарних наук, професор, академік НААН України, Заслужений діяч науки і техніки України, директор Інституту біології тварин НААН України.
- Іван Джоджик — учасник національно-визвольних змагань, автор книжки «Подорож у часі: спогади українського повстанця». Нагороджений орденом «За заслуги» III ступеня.[15]
- Ярослав Джоджик — український політик та підприємець, народний депутат України III, IV, VI скликань, член Комітету Верховної ради України з питань бюджету, почесний президент корпорації «Опілля».
- Іван Кліщ (нар. 1959) — український вчений у галузі медицини, доктор біологічних наук, професор, проректор з наукової роботи ТДМУ ім. І. Я. Горбачевського. Заслужений діяч науки і техніки України.
- Кліщ Микола Васильович (нар. 1949) — український художник, реставратор, літератор.
- Кліщ Микола Миколайович (1925—2017) — учасник національно-визвольних змагань, псевдо «Яр», станичний Юнацтва ОУН, проходив вишкіл у підстаршинській школі УПА на Рогатинщині, ройовий сотні «Рубачі» в курені «Остапа» ВО «Лисоня», господарчий УПА, працював у відділі пропаганди УПА під двома несправжніми прізвищами. Засуджений у 1948 року. на 25 років таборів.
- Іван Козлик — скульптор.[16]
- інж. Василь Колодчин (нар. 1926) — голова та Филимон Колодчин (м. Чикаго) — член контр. комісії Головного комітету Підгаєччини у США.[17]
- Лучка Іван — український військовик, учасник російсько-української війни[18].
- Оксана Максимишин (1956—2018) — культурно-освітня, громадська діячка, автор поетичних і прозових творів.[19]
- В. Навроцький — етнограф.
- Осип Навроцький — політик та військовий діяч, старшина УСС, визначний діяч УВО.[20]
- Григорій Петришин (1934—1998) — український священник, протоієрей, літератор.
- Степан Дяків — майстер декоративно-ужиткового мистецтва[21]
- Олег Томащук — учасник Революції Гідності та АТО на сході України, боєць батальйону «Айдар».[22][23]
- Федчишин Надія Орестівна (нар. 1969) — українська вчена, доктор педагогічних наук, професор, завідувач кафедри іноземних мов Тернопільського національного медичного університету імені І.Я.Горбачевського

### Перебували
- письменник о. Тимотей Бордуляк мешкав тут з родиною у 1890-1893 роках.
- головнокомандувач УПА Роман Шухевич (проїздом).
- український громадський діяч, історик, публіцист Іван Джиджора. Похований в Голгочі.

### Власники (дідичі)
- Михайло «Мужило» Бучацький
- Давид Бучацький
- П. Потоцький
- Ю. Корчевський
- Ф. Торосєвіч.

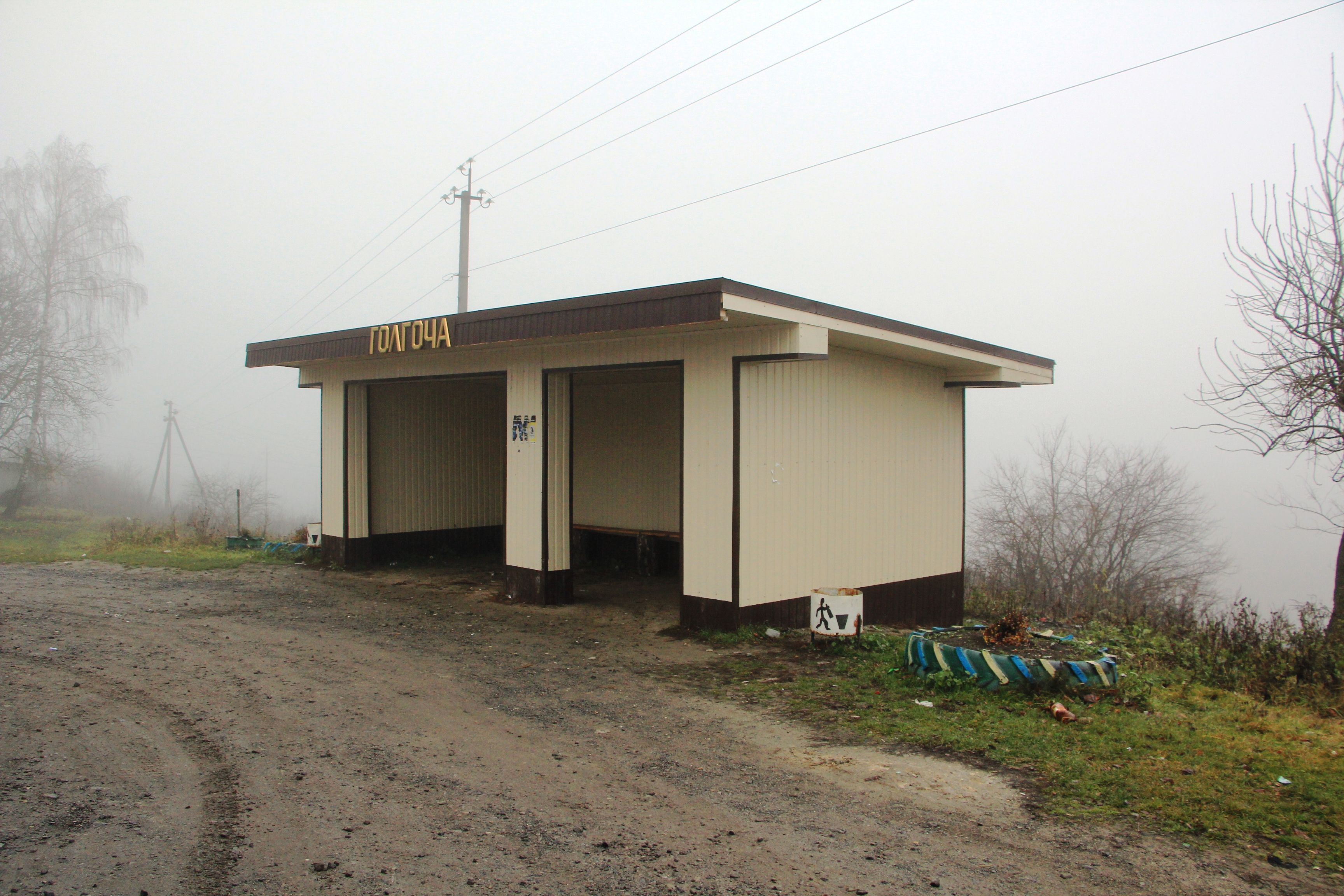
Автобусна зупинка у с. Голгоча
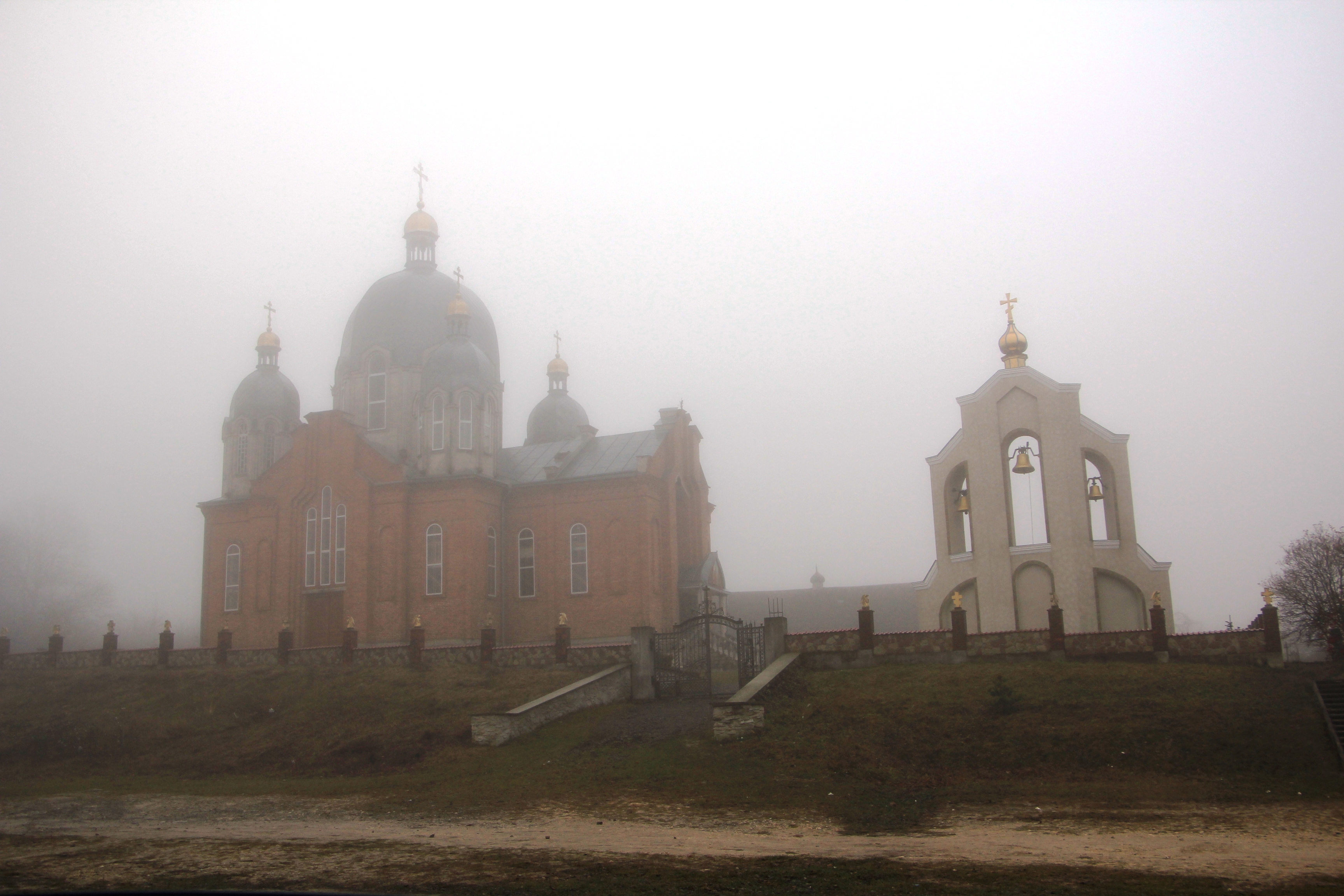
Церква св. Михаїла 1990-ті
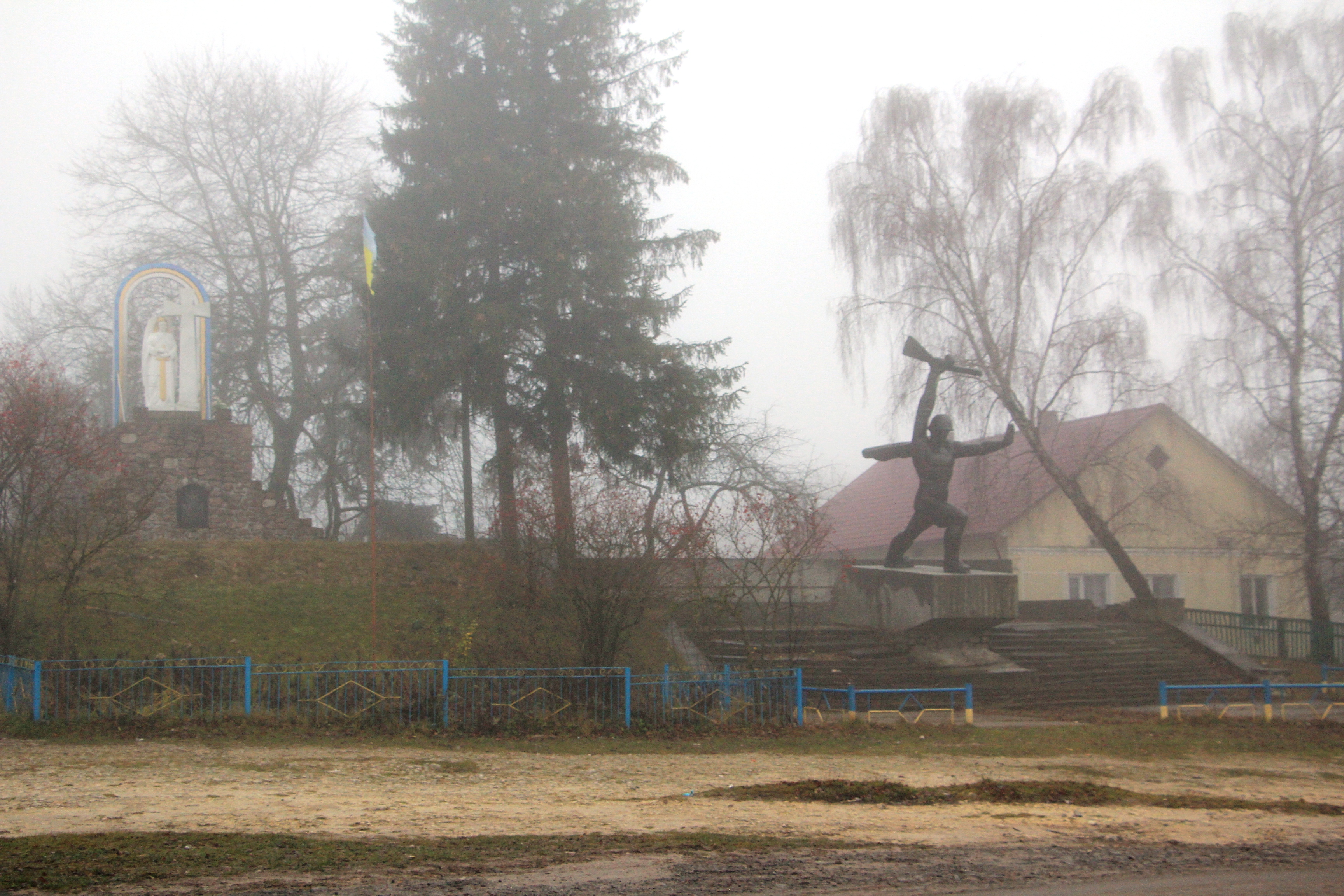
Пам'ятник воїнам односельчанам